# Проєктивна методика «Людина під дощем»
«Людина під дощем» ― проєктивна графічна методика, розроблена Романовою О. В. і Ситько Т. І., орієнтована на дітей з 9 років і дорослих. Вона розрахована на виявлення рівня адаптації до критичних життєвих ситуацій та виділення основних копінг-стратегій.

## Процедура проведення
У спокійній обстановці психологічного кабінету клієнту надається два аркуші А4 і кольорові олівці в необхідній кількості. Випробуваному зачитується інструкція «намалюйте людину на одному аркуші паперу і людину під дощем ― на другому», більше ніяких уточнень не робиться і при додаткових питаннях інструкція повторюється. У разі, якщо клієнт надає психологічний опір у вигляді відмови малювати через невміння або критики стосовно дитячої вправи, необхідно уточнити, що його художні дані не мають значення і пояснити, що досліджуватися будуть не його навички. Також можливим є виведення клієнта на питання, чому йому так важливо бути ідеальним в такому незначному аспекті або постійно демонструвати лише дорослість.
Під час проведення слід стежити за діями клієнта (помічати, які предмети були намальовані першими й що було стерто), його настроєм і промовою.
Після закінчення процедури слід задати декілька уточнювальних питань, таких як:
- Який загальний настрій першого малюнка?
- Який загальний настрій другого малюнка?
- Що відчуває людина на другому малюнку?
- Як людина на другому малюнку відноситься до дощу?

## Інтерпретація
Більшу частину інформації про загальний стан і специфіку сприйняття негативних життєвих ситуацій може дати цілісний образ малюнка: атмосфера і настрій дадуть фундамент для розгляду деталей.
- Розміщення. Залежно від положення персонажа на другому (котрий є основним у питанні визначення вищезазначених особливостей особистості) малюнку, робиться висновок про тенденції випробуваного: людина, розташована знизу, вказує на депресивні схильності, в той час як зверху ― навпаки ― на оптимістичне сприйняття ситуації. Права сторона відповідає за націленість на майбутнє, ліва ― за зацикленість на минулому; втім, різке зміщення у будь-яку сторону може бути показником схильності до відходу у світ фантазій про минуле або майбутнє відповідно.
- Особливості людини. Багато про що можуть розповісти такі особливості, як стать і вік героя, зокрема, в залежності від цих факторів визначається схильність клієнта реагувати на стрес певним чином: стереотипно маскулінно або фемінно / по-дорослому або вдаючись у дитячу інфантильність. Різного роду активність намальованого героя може говорити про спробу втекти від проблем в разі швидкого бігу, впевненість в собі в разі твердого кроку чи міцного стояння на ногах або пасивності ― в разі сидіння або лежання.
- Засоби захисту. Такі деталі, як парасолька, плащ або капелюх, вказують безпосередньо на способи подолання стресу. Наявність будь-яких предметів говорить про рівень адаптованості та умінні справлятися з труднощами; відсутність же ― про незахищеність, потребу в турботі. Нагота героя може вказувати на безпорадність, неприйняття стереотипів поведінки або зосередженість на сексуальному аспекті. Велика парасолька часто символізує співзалежні відносини з батьками (купол вважається символом матері, ручка ― батька).
- Додаткові предмети. Дерева, автобусні зупинки або печери можуть бути значущими Іншими в житті випробуваного, від яких йому хотілося б отримувати захист і підтримку. У разі, якщо будь-який притулок присутній на малюнку, проте персонаж не використовує його за призначенням, необхідно дізнатися причину; часто це вказує на неможливість отримати допомогу від близьких або закритість від контакту.
- Дощ і атрибути. Дощ являє собою символ життєвих негараздів, тому від характеру ліній, кількості крапель і його частоти залежить ставлення клієнта до стресових ситуацій. Суцільна стіна зливи вказує на неможливість, на думку людини, впоратися з труднощами, легкий дощик же говорить про оптимістичний підхід. Наявність хмар і блискавок вказує на депресивні тенденції, калюжі ж можуть розказати про невирішені проблеми.
- Особливості малювання. Крім самих деталей, їхнього особистого символьного значення для клієнта і загального настрою малюнка, необхідно звернути увагу також на натиск, штрихування і промальовування ліній. Сильний натиск, стирання деталей або різке штрихування вказують на сферу тривожності. Незакінчені лінії часто позначають конфлікт, в той час як незграбні різкі фігури ― на агресивність і неадаптованість до стресу. Занадто легкі лінії вказують на брак ресурсу та астенію.